# Tanque del Zar
El Tanque del Zar, también conocido como Netopyr (Нетопырь, murciélago en ruso) o tanque Lebedenko, era un inusual vehículo blindado ruso desarrollado entre 1914 y 1915 por Nikolai Lebedenko, Nikolái Zhukovski, Boris Stechkin y Aleksandr Mikulin. Era un «acorazado terrestre», ya que llegó a pesar sesenta toneladas y alcanzaba diecisiete kilómetros por hora. Se diferenciaba del resto de los tanques modernos por no emplear orugas, sino un diseño triciclo. El vehículo recibió el apodo de murciélago, pues cuando el modelo a escala se transportaba sujetándolo de la rueda trasera parecía dicho animal durmiendo colgado.

## Características
Las dos ruedas de radios delanteras medían casi nueve metros de diámetro; la rueda trasera era más pequeña, con solo 1,5 metros de alto y compuesta por tres unidades para asegurar la maniobrabilidad. La torreta superior casi alcanzaba una altura de ocho metros. La carrocería tenía doce metros de ancho y dos cañones más, montados en barbetas; se había planeado montar armamento adicional bajo esta. Cada rueda era impulsada por un motor Maybach de 240 cv.

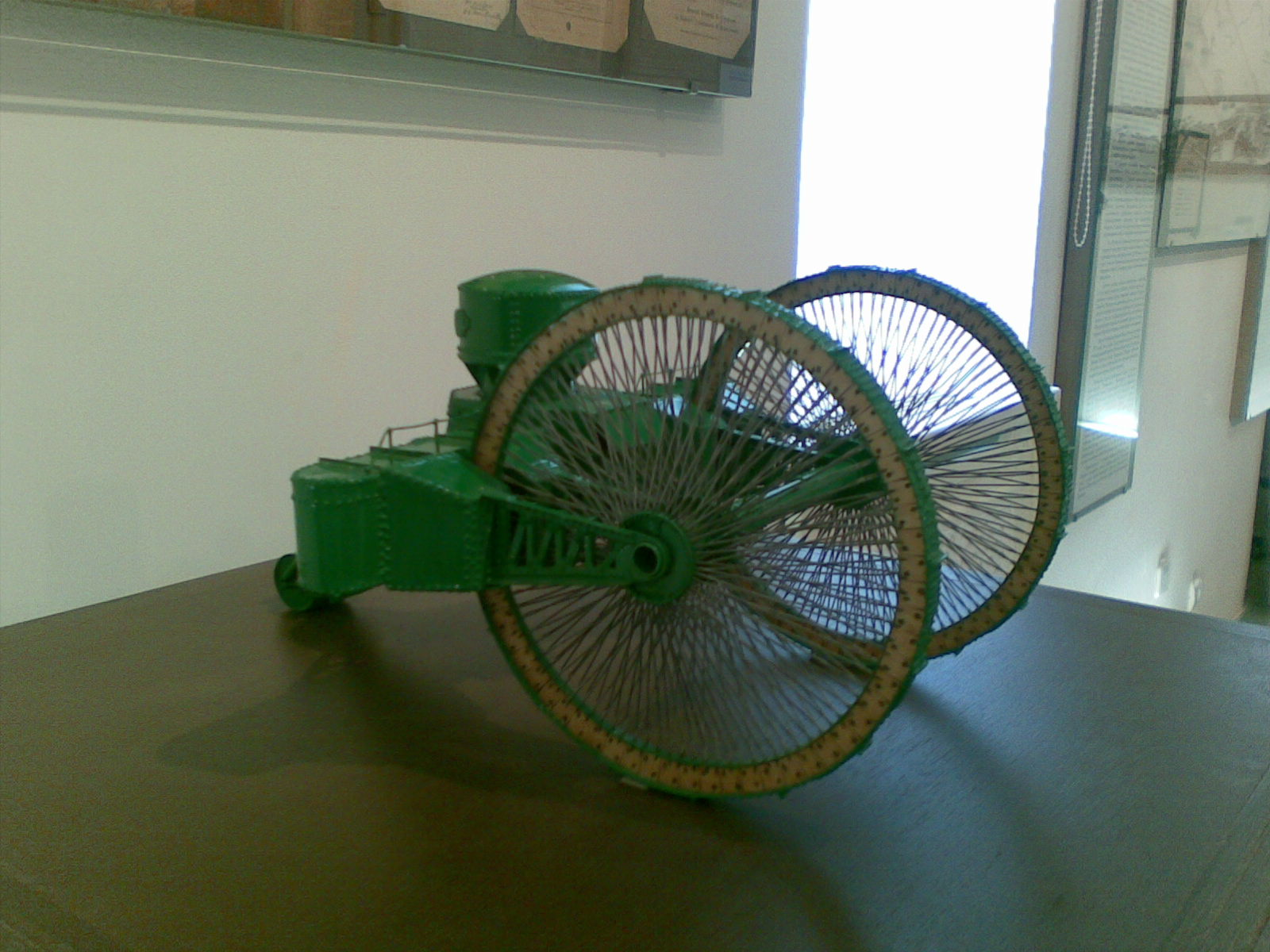
Maqueta del tanque del Zar.

## Problemas y abandono del proyecto
Las pruebas iniciales demostraron que el tanque necesitaba un motor más potente y que era vulnerable al fuego de artillería pesada. Las enormes ruedas delanteras debían de cruzar obstáculos significativos, pero por culpa de errores de cálculo del peso, la rueda trasera se atascaba con facilidad en terreno blando y zanjas, haciendo que las ruedas delanteras fueran a veces insuficientes para desatascarlo. Esto condujo a una serie de pruebas fallidas ante la Alta Comisión en agosto de 1915. Además, su costo era alto (250 000 rublos), así que se canceló su producción en serie. Fue abandonado en el lugar de las pruebas, a unos 60 kilómetros de Moscú, hasta que fue desmantelado como chatarra en 1923.